# Тарнова (Гродзиський повіт)
Тарнова (пол. Tarnowa, нім. Tarnowo, 1939-45: Kampfheide) — село в Польщі, у гміні Раконевиці Гродзиського повіту Великопольського воєводства.
Населення — 490 осіб (2011).
У 1975-1998 роках село належало до Познанського воєводства.

## Демографія
Демографічна структура станом на 31 березня 2011 року:
|          | Загалом | Допрацездатний вік | Працездатний вік | Постпрацездатний вік |
| -------- | ------- | ------------------ | ---------------- | -------------------- |
| Чоловіки | 244     | 58                 | 169              | 17                   |
| Жінки    | 246     | 54                 | 148              | 44                   |
| Разом    | 490     | 112                | 317              | 61                   |